# Andrei Borissowitsch Subow

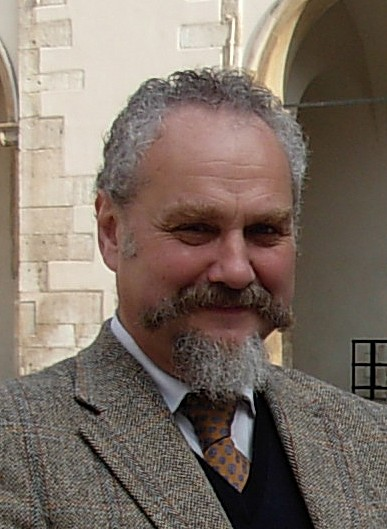
Andrei Subow (2008)

Andrei Borissowitsch Subow (russisch Андре́й Бори́сович Зу́бов, wissenschaftliche Transliteration Andrej Borisovič Zubov; * 16. Januar 1952 in Moskau) ist ein russischer Historiker, Politikwissenschaftler, Theologe, prominente Person des öffentlichen Lebens und der Russisch-Orthodoxen Kirche, politischer Aktivist und Kommentator, Vizepräsident der Partei der Volksfreiheit.
Von 2001 bis 2014 war er am Staatlichen Moskauer Institut für Internationale Beziehungen (MGIMO) Professor für Philosophie und Generaldirektor des Zentrums für kirchliche und internationale Beziehungen. Wegen seiner Kritik an den Aktionen der russischen Regierung in der Ukraine und auf der Krim verlor Subow 2014 seine Stelle am MGIMO und alle Ämter in der Kirche. Seitdem äußerte er sich wiederholt kritisch zur russischen Politik und verurteilte am 24. Februar 2022 den Angriffskrieg gegen die Ukraine.
Am 29. September 2022 sah sich Andrei Subow zur Emigration gezwungen.

## Biografie
Andrei Subow wurde am 16. Januar 1952 in Moskau geboren. Sein Vater Boris Nikolajewitsch Subow (1912–2007) war Schiffbauer, Konteradmiral und Leiter der Verwaltung des Ministeriums für Schiffbau der UdSSR. Seine Mutter Ija Jewgenjewna geb. Sawostjanowa (1915–2005) war Professorin für Chemische Technologie.
Von 1968 bis 1973 studierte Andrei Subow Thai und Englisch am Staatlichen Institut für Internationale Beziehungen (MGIMO) in Moskau. Da er nicht der KPdSU beitreten wollte, musste er seinen Plan einer Karriere im diplomatischen Dienst aufgeben und ging nach Studienabschluss an das Institut für Orientalistik der Akademie der Wissenschaften der UdSSR. Dort wurde er 1978 mit einer Arbeit über Parlamentarismus in Thailand zum Kandidaten der Wissenschaften promoviert und 1989 mit der Arbeit Parlamentarische Demokratie und die politische Tradition des Ostens zum Doktor der Wissenschaften.
Im Jahr 2001 wurde er als Professor an die Philosophische Fakultät des MGIMO berufen und leitete als Generaldirektor das Zentrum für Kirche und internationale Beziehungen.
Zwischen 1988 und 1994 unterrichtete Subow Religionsgeschichte an der Moskauer Geistlichen Akademie, wo er 1990 zum assoziierten Professor berufen wurde. Von 1994 bis 2012 war er Leiter der Abteilung für Religiöse Studien in der philosophisch-theologischen Fakultät der 1990 gegründeten Orthodoxen Universität „Heiliger Johannes der Theologe“.
Wegen seiner Kritik an den Aktionen der russischen Regierung in der Ukraine und auf der Krim wurde Subow im März 2014 am MGIMO entlassen mit der Begründung, er verwende unangemessene und anstößige historische Analogien, seine Äußerungen laufen der Außenpolitik Russlands zuwider, unterziehen das Handeln des Staates rücksichtsloser und unverantwortlicher Kritik und schaden dem Bildungs- und Erziehungsprozess. Weil er zu der Zeit Mitglied der Wahlkommission eines Moskauer Wahlkreises war, durfte er nicht entlassen werden und wurde deshalb am 11. April wieder eingestellt. Am 30. Juni 2014 lief jedoch sein Vertrag aus und wurde nicht verlängert.
Seit dem Jahr 2014 hält Andrei Subow an verschiedenen Orten und im Internet öffentliche Vorlesungen über Geschichte der Philosophie, Geschichte religiöser Ideen und über die russische Geschichte.
Von 2014 bis 2018 war er Kolumnist der Nowaja gaseta.
Am 29. September 2022 verließ Andrei Subow Russland und schrieb von seiner ersten Station in Finnland: Es tut so weh, dass ich diesen Schritt gehen musste. Ich hoffe, nur vorübergehend. … Ich werde in das neue Russland zurückkehren. Daran glaube ich.
Andrei Subow ist seit 1982 mit der Ägyptologin Olga Igorewna Subowa verheiratet, aus der Ehe gingen 4 Kinder hervor.

## Wissenschaftliche Leistungen und Veröffentlichungen
Am Anfang seiner wissenschaftlichen Laufbahn widmete sich Andrei Subow der politischen Geschichte Thailands und dem Parlamentarismus in Asien. Seine Ehefrau, die Ägyptologin Olga Subowa, gab die Anregung zu vergleichenden Religionsstudien. Seit 1993 hielt er Vorlesungen und veröffentlichte Bücher über die Geschichte religiöser Ideen.
2006 wurde Andrei Subow zum Herausgeber einer Geschichte Russlands im 20. Jahrhundert berufen. Er leitete ein Autorenteam mit über 40 Spezialisten aus Russland, Europa und den USA. Anfangs unterstützte Alexander Solschenizyn das Projekt, distanzierte sich aber im Herbst 2007 davon. Die beiden Bände Periode von 1894 bis 1939 und Periode von 1939 bis 2007 wurden 2009 veröffentlicht. Eine zweite Ausgabe in drei Bänden folgte 2016. 2014/2015 erschien eine Übersetzung ins Tschechische.
Zur Konzeption des Werks schreibt Subow im Vorwort „Wir stellen den Menschen an die Spitze, wir glauben, dass der höchste Wert der Gesellschaft das Schicksal des Menschen ist: sein Wohlbefinden, seine Freiheit, seine innere Würde. Wenn ein Mensch nicht freiwillig, sondern um der Kollektivierung, der geopolitischen Expansion willen gezwungen wird, sein Leben, seine Kraft, sein Wohlergehen, seine Freiheit usw. aufzugeben, ist das immer ein historischer Misserfolg. Die Geschichte wird nicht davon bestimmt, wie stark oder groß der Staat ist, sondern wie glücklich, frei und wohlhabend der Einzelne ist. Wir sind von dem Grundsatz ausgegangen, dass der höchste Wert des Menschen der freie Wille ist. Und wo er nicht frei ausgeübt werden kann, versagt der Staat. Nicht der Mensch für den Staat, sondern umgekehrt – das ist unsere erste Devise. Und sie ist historisch begründet – schließlich ist der Mensch viel früher als der Staat aufgetreten und hat den Staat für seine eigenen Zwecke geschaffen. Nun zum zweiten Prinzip, und hier geben wir bereits eine Einschätzung ab. Auf der Grundlage des ersten Prinzips war der von den Bolschewiki geschaffene Staat von Natur aus unmenschlich – er stellte das Gemeinsame in den Vordergrund und den Menschen in den Hintergrund und als Diener gegenüber dem Gemeinsamen“.
Das Werk fand in Russland weite Verbreitung und wurde mit Lob wie auch mit Ablehnung aufgenommen. Der einflussreiche Politikwissenschaftler Sergei Alexandrowitsch Karaganow schrieb 2010: „Diese beiden Bände sind eine unverzichtbare Lektüre für jeden, der ein verantwortungsbewusster Russe sein und die russische Katastrophe des 20. Jahrhunderts beenden will. Jeder sollte die Hauptidee des Buches verstehen. Und so habe ich sie gesehen. Wir sind die Nachkommen von Millionen Weißen und Millionen Roten, von Menschen, die durch Kollektivierung und Hungersnöte getötet und von der Prodraswjorstka (Nahrungsmittelrequirierung) betroffen wurden, von denen, die im Geheimen weiter glaubten, die Kirchen zerstörten, die verfolgt wurden, und von ihren Wächtern und Henkern, wir, die wir im Laufe des 20. Jahrhunderts stark dezimiert wurden, müssen erkennen, dass wir mit unseren Taten und Entscheidungen das Schicksal nicht nur unseres, sondern des ganzen Landes bestimmen. Das bedeutet, dass wir die Verantwortung für unsere Entscheidungen übernehmen müssen.“
Im April 2010 veröffentlichte die Zeitschrift „Expert“ einen Artikel unter der Überschrift „Geschichte eines Fälschers“, darin wurde Andrei Subow anhand zahlreicher Zitate als Geschichtsfälscher bezeichnet. Subow klagte wegen Verletzung seiner Ehre und seines Rufs und erhielt in erster Instanz wie auch im Berufungsverfahren 2011 Recht. Wie das Gericht feststellte, kommen die aufgeführten Zitate in der „Geschichte Russlands im 20. Jahrhundert“ gar nicht vor.
2018 äußerte er russische Historiker Alexei I. Miller über die zwei Bände: „Infolgedessen [wegen Solschenizyns Rückzug] erschien es nicht als Lehrbuch, sondern als zweibändiges Buch, das große Popularität erlangte, was auf einen völligen Mangel an Qualifikation, Geschmack und Ehrgefühl beim russischen Leser hinweist. Weil es ein völlig unqualifizierter Aufsatz ist. Extrem tendenziös, voller Irrtümer, nämlich sachlich, und natürlich durch und durch ideologisch.“
Andrei Subow erhielt 2014 die Ehrendoktorwürde von der Nationalen Universität Kiew-Mohyla-Akademie und 2017 von der Masaryk-Universität in Brünn.

## Engagement in der Orthodoxen Kirche
Andrei Subow ist Mitglied der russisch-orthodoxen Gottesmutter-Geburtskirche im Moskauer Stadtteil Krylatskoje und war bis 2014 dort auch Lektor.
Als die russisch-orthodoxe Kirche 1999 die Heiligsprechung des letzten Kaisers, Nikolaus II., vorbereitete, sprach sich Subow dagegen aus.
Der Synod der Russisch-Orthodoxen Kirche berief Subow in verschiedene Gremien: 2000 als Mitautor für die „Grundlagen des Sozialkonzepts der Russisch-Orthodoxen Kirche“; 2005 in die Arbeitsgruppe, die ein Dokument für die Position der russisch-orthodoxen Kirche in den interreligiösen Beziehungen erarbeitete; 2006 zur Teilnahme an einem Treffen in Washington, D.C., das der Annäherung zwischen der Russischen Orthodoxen Kirche im Ausland und dem Moskauer Patriarchat diente; 2009 in den Redaktionsausschuss zur Erstellung eines Lehrbuchs für den Kurs „Grundlagen der orthodoxen christlichen Kultur“ an Gymnasien.
Von 2009 bis 2014 war Subow Mitglied der Interkonziliaren Präsenz der Russisch-Orthodoxen Kirche und Mitglied der Bibel- und Theologiekommission der Synode.
Im September 2009 nahm Subow an der Konferenz Religion und politische Kultur: Ost trifft West in Rom teil, die von der Päpstliche Universität Gregoriana und der Konrad-Adenauer-Stiftung organisiert wurde, und hielt dort einen Vortrag „Kirche, Gesellschaft und Staat in Russland. Dynamik der Beziehungen im Laufe des 20. Jahrhunderts und Aussichten für die Zukunft“.
Im März 2012 schrieb er in der Nowaja gaseta über den Fall Pussy Riot, dass die Bestrafung unangemessen hart sei, selbst im Russischen Reich seien solche Taten milder behandelt worden.
Aus der Hand von Patriarch Alexius II. erhielt Andrei Subow 2006 den Orden des Heiligen Prinzen Daniel von Moskau und 2008 den Orden des Ehrwürdigen Sergius von Radonesch.
Nach seinem Protest gegen die russische Annexion der Krim verlor Subow 2014 alle kirchlichen Ämter.

## Politische Aktivitäten
Von 2000 bis 2008 war Andrei Subow Koordinator des öffentlichen Komitees „Kontinuität und Wiederbelebung Russlands“, dessen Ziel die Herstellung der rechtlichen und kulturellen Nachfolge zum vorrevolutionären Russland war.
Seit 2003 ist Andrei Subow Mitglied im NTS – Bund der russischen Solidaristen.

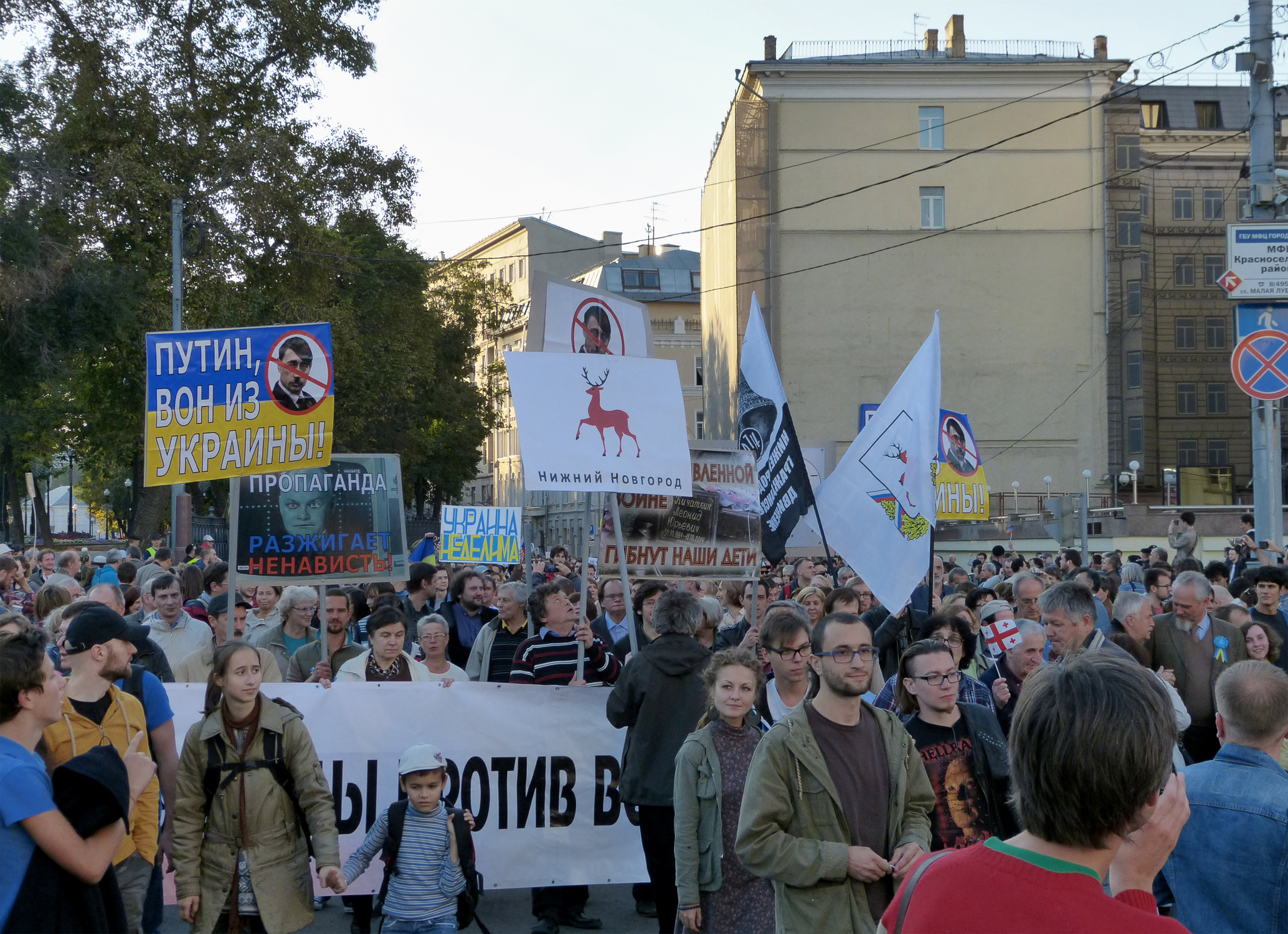
Subow auf den Antikriegs-Protesten in Moskau am 21. September 2014

Am 1. März 2014 kritisierte Andrei Subow in einer Kolumne für die Zeitung Wedomosti die Annexion der Krim als „gefährliches Abenteuer“ und warnte: Wir stehen am Rande eines totalen Zusammenbruchs des internationalen Vertragssystems, eines wirtschaftlichen Chaos und einer politischen Diktatur. Wir stehen am Rande eines Krieges mit dem uns am nächsten stehenden, verwandten Volk der Ukraine, einer drastischen Verschlechterung der Beziehungen zu Europa und Amerika, am Rande eines kalten Krieges und möglicherweise eines heißen Krieges mit ihnen. Dabei verglich er Wladimir Putins Vorgehen mit dem Anschluss Österreichs 1938 und schloss mit dem Aufruf: Freunde, wir müssen aufwachen und anhalten. Unsere Politiker ziehen unser Volk in ein furchtbares, erschreckendes Abenteuer hinein. Um des Friedens in unserem Land willen, […] sagen wir Nein zu dieser wahnsinnigen und vor allem völlig unnötigen Aggression. Das MGIMO kündigte Subow daraufhin, nahm die Kündigung am 11. April zurück, verlängerte jedoch seinen Arbeitsvertrag nicht mehr, so dass Subow am 30. Juni 2014 seine Stelle am MGIMO verlor.
In einem Radiointerview erklärte Subow zu den möglichen Motiven Putins, dass es diesem nicht in erster Linie um die Eroberung fremder Länder gehe, sondern darum, Russen und Ukrainer zu entzweien. Durch die Diskreditierung der Aktivisten des Euromaidan versuche Putin zu verhindern, dass es zu vergleichbaren Protesten in Russland komme.
Subow ist führendes Mitglied der Partei der Volksfreiheit. Bei der Parlamentswahl in Russland 2016 kandidierte er im Wahlbezirk Moskau Zentrum. Er veröffentlichte sein eigenes politisches Programm, das die Entsowjetisierung der Gesellschaft zum Ziel hatte: Anerkennung der Oktoberrevolution und des kommunistischen Regimes als illegal, Widerstand dagegen war legitim; Lustration für KGB-Offiziere und Mitglieder der KPdSU; Entschädigung für enteignetes Eigentum und Zwangsarbeit; Übergang zu einem parlamentarischen System; Untersuchung der Verbrechen des „Putin-Regimes“; Gewährleistung des Rechts auf nationale und kulturelle Selbstverwaltung für alle Völker Russlands; friedliche Beilegung des Konflikts mit der Ukraine durch die Anerkennung ihrer territorialen Integrität.
2018 stellte Subow Überlegungen an, das seit Jahrhunderten im russischen Volk verankerte Prinzip der personalisierten höchsten Macht auf einen konstitutionellen Monarchen umzulenken, damit es einer parlamentarischen Ordnung nicht länger im Wege steht. Das Volk Russlands […] hat seit dem Ende des 15. Jahrhunderts unter einer absoluten Monarchie gelebt. Während es sich jedoch bis zum Sturz der Monarchie 1917 um einen »legitimen Absolutismus« handelte, so war es unter der »Sowjetmacht« ein außerrechtlicher. 1993 wurde eine legitime, begrenzte Selbstherrschaft wiedererrichtet, die sich bis 2007/2008 erneut in eine außerrechtliche Tyrannei auswuchs. Die Menschen in Russland haben keine Erfahrung mit einem Leben in realer Demokratie, in dem sie selbst auf gesetzlichem Wege die Führer ihres Landes bestimmen. Eben deshalb ist in Russland die Personalisierung der Macht so stark und die demokratische Haltung der Bevölkerung so schwach. Mit einer konstitutionellen Monarchie nach dem Vorbild Großbritanniens oder Schwedens in Kombination mit einem parlamentarischen System der realen Staatsmacht wie z. B. in Deutschland könnte das Prinzip der personalisierten höchsten Macht separiert werden vom Prinzip einer demokratischen Staatsordnung.
Anfang Februar 2022 gehörte Andrei Subow zu den etwa 2.000 Unterzeichnern des Offenen Briefs von russischen Intellektuellen an die Führung des Landes, der vor einem Krieg gegen die Ukraine und den Westen warnte.
Am 24. Februar 2022, verurteilte Subow den russischen Überfall auf die Ukraine: Ein schweres internationales Verbrechen, begangen von Putins Regierung. Ein Angriffskrieg wurde entfesselt, und jetzt ist ganz Russland ein Komplize dieses Verbrechens.
Unter dem Eindruck des russischen Angriffskriegs gegen die Ukraine verglich Subow in einer Stellungnahme das Vorgehen des russischen Präsidenten mit dem sowjetischen Krieg gegen Finnland 1939/40. Damals sei der Truppenvormarsch der Angreifer nach Einnahme des Grenzgebiets durch die Widerstandskraft der Verteidiger rasch zum Stillstand gekommen. Letztlich hätten Stalin und Molotow doch mit der finnischen Regierung verhandeln müssen, die man bereits für geflohen erklärt hatte. Heute habe der Kreml das erklärte Ziel, den Präsidenten der Ukraine Wolodymyr Selenskyj abzusetzen, bereits kassiert. Der Plan, siegreich in Charkiw, Mariupol und Odessa einzumarschieren, begrüßt von jubelnden Ukrainern, ist nicht aufgegangen. Militärexperten vermerkten erstaunt die geringe Kampfkraft der russischen Armee, ähnlich wie 1939/40 im sowjetisch-finnischen Krieg. Die Isoliertheit Russlands nach der Ukraine-Invasion zeige sich auf internationaler Ebene durch die Verurteilung in der UN-Resolution vom 2. März 2022. Die beispiellosen Sanktionen gegen Russland ließen ein schnelles Zusammenbrechen des russischen Wirtschafts- und Finanzsystems erwarten und trieben das Land in die Zahlungsunfähigkeit. Die gebildete Schicht und machtnahe Eliten in Russland hätten unterdessen verstanden, dass dieser Krieg und nahezu die gesamte Regierungszeit Putins gescheitert seien. Die Politik des „Sammelns russischer Erde“ und der Wiedergeburt Groß-Russlands erlitten gerade ihren Bankrott auf den Feldern der Ukraine. Nachdem Putin sowohl in diesem Moment in der Ukraine als auch in seiner langjährigen Politik eines bolschewistisch-tschekistischen Reenactments ein vollständiges Debakel erlitten hat, muss er zweifellos zurücktreten. Russland kann nicht von einem politischen Bankrotteur regiert werden. […] Die Alternativen zu einem freiwilligen Rücktritt des Verursachers dieses für das 21. Jahrhundert unerhörten, blutigen Abenteuers sind eine schrecklicher als die andere.

## Werke
- Парламентаризм в Таиланде: опыт исследования современного восточного общества методом анализа избирательной статистики (Parlamentarismus in Thailand: eine Studie über eine zeitgenössische asiatische Gesellschaft anhand von Wahlstatistiken), Moskau, 1982, ISBN 978-5-02-016726-1.
- Парламентская демократия и политическая традиция Востока (Parlamentarische Demokratie und politische Tradition Asiens), Moskau, 1990.
- L’Euroasia del Nord : Il rischio del caos dopo l’impero sovetico (Das nördliche Eurasien: Das Risiko des Chaos nach dem Sowjetimperium) / Ed.San Paolo. Turin — Milano, 1994.
- Обращение к русскому национальному правопорядку как нравственная задача и политическая цель (Die Rückkehr zum nationalen russischen Rechtssystem als moralische Aufgabe und politisches Ziel), Moskau, 1997.
- История религий: Доисторические и вне-исторические религии (Geschichte der Religionen: Prähistorische und nichthistorische Religionen). Moskau 1997, ISBN 978-5-386-09899-5.
- История России. XX век: 1894–1939 (Geschichte Russlands. XX. Jahrhundert: 1894–1939). Band 1. Moskau 2009, ISBN 978-5-17-059362-0.
- История России. XX век: 1939–2007 (Geschichte Russlands. XX. Jahrhundert: 1939–2007). Band 2. Moskau 2009, ISBN 978-5-17-059363-7.
- Россия на рубеже веков. 1991–2011 (Russland an der Jahrhundertwende. 1991–2011). Moskau 2011, ISBN 978-5-8243-1598-1 (weitere Autoren: Wladimir Buldakow, Vittorio Strada, Philip Boobbyer, Georges Nivat, Richard Pipes u. a.).
- Лекции по истории религии (Vorlesungen über Geschichte der Religionen). Moskau 2016, ISBN 978-5-91671-602-3.
- История России XX век. Как Россия шла к ХХ веку. От начала царствования Николая II до конца Гражданской войны (1894–1922) (Geschichte Russlands XX. Jahrhundert. Russlands Weg ins XX. Jahrhundert vom Beginn der Herrschaft Nikolaus' II. bis zum Ende des Bürgerkriegs (1894–1922)). Band 1. Moskau 2017, ISBN 978-5-699-89930-2.
- История России XX век. Деградация тоталитарного государства и движение к новой России (1953–2008) (Geschichte Russlands XX. Jahrhundert. Das Zeitalter des Stalinismus (1923–1953)). Band 2. Moskau 2017, ISBN 978-5-699-92087-7.
- История России XX век. Деградация тоталитарного государства и движение к новой России (1953–2008) (Geschichte Russlands XX. Jahrhundert. Der Zerfall des totalitären Staates und die Entwicklung zu einem neuen Russland (1953–2008)). Band 3. Moskau 2017, ISBN 978-5-699-93347-1.
- Религия Древнего Египта. Часть 1. Земля и боги (Religion des Alten Ägypten. Teil 1. Land und Götter). Moskau 2018, ISBN 978-5-386-09668-7 (gemeinsam mit seiner Ehefrau Olga Subowa).
- Россия. 1917. Катастрофа: лекции о Русской революции (Russland. 1917. Katastrophe: Vorlesungen zur Russischen Revolution). Moskau 2019, ISBN 978-5-386-12486-1.